# Adil Rami
Adil Rami (Bastia, 27 de desembre de 1985) és un futbolista cors d'ascendència marroquina ja retirat. Jugava de defensa central.

## Trajectòria

### Lille OSC
Adil Rami va començar a jugar al futbol en l'ES Fréjus francès a l'edat de 9 anys. Mai no va pensar a dedicar-se de manera professional al futbol i ho practicava com a hobby, compaginant-lo amb el seu treball en l'Ajuntament de Fréjus. Va fer el seu debut en el Championnat de France Amateurs en la temporada 2003/04, jugant 4 partits. Llavors no jugava com defensa central, ho feia com centrecampista ofensiu. En la següent temporada 2004/05, va jugar 24 partits i el Fréjus va acabar a mitja taula. La temporada 2005/06 Rami es va reconvertir en defensa central després de la lesió d'un company. Va jugar 30 partits a un gran nivell, el que li va valer que el Lille OSC es fixés en ell i li oferira passar uns dies a prova amb l'equip. Després d'una setmana de prova, el Lille el va incorporar al seu filial, que llavors jugava en el CFA.
Al Lille B va jugar 27 partits, l'equip va quedar tercer i Rami va tornar a quallar una gran temporada. Quan faltaven dos mesos perquè acabara la temporada 2006/07 en la Ligue 1 Claude Puel li va fer debutar en el primer equip un 19 de maig de 2007 contra l'Auxerre com a titular. La setmana següent també va ser titular contra el Stade Rennais. El 4 de juny Rami va firmar el seu primer contracte professional i li donaren dorsal amb el primer equip.
La temporada 2007/08 Rami va ser titular en el primer partit de lliga, contra el FC Lorient i va sofrir una greu lesió als lligaments del genoll que el va tenir apartat dels terrenys de joc fins a novembre. Després de la seua tornada a l'equip només es va perdre un partit de lliga. La temporada 2008/09 va jugar 33 partits i va començar a despertar l'interès d'alguns equips de França i va estar a punt de fitxar per l'Olympique de Marsella per 12 milions d'euros. Això va provocar un gran enuig en el jugador, que va amenaçar amb no jugar més amb el primer equip en el qual li restava de contracte si no era traspassat. El 15 d'agost de 2009 Rami es va disculpar per les seves declaracions i va tornar a jugar amb el Lille. Aquella temporada 2010/11, va tornar a ser titular i peça clau al Lille, on es va proclamar campió de la Copa de França després de derrotar a la final al PSG (1-0). En aquella mateixa temporada, l'equip de Rami, el Lilla va obtenir la Ligue 1, aconseguint-la matemàticament en un altre partit contra el Paris Saint-Germain (2-2).

### València CF
El 3 de gener de 2011, el València CF va confirmar a la seua pàgina web que el club havia arribat a un acord amb el Lille per a la contractació de Rami.
El València CF el va deixar cedit al Lille durant una temporada, per tal d'abaratir el preu del fitxatge. El seu preu de traspàs va rondar els 6 milions de €. Es va incorporar al València Club de Futbol a començaments de juny del 2011. Al València hi va estar dues temporades completes, i les primeres jornades d'una tercera, fins que va tenir problemes amb el club.

### AC Milan
A les darreries de 2013, en el mercat d'hivern, va deixar el València per jugar amb l'AC Milan, equip amb el qual debutà a la Serie A el gener de 2014, i amb el qual hi va arribar a disputar 44 partits.

### Sevilla CF
El juliol de 2015 el Sevilla CF va fitxar el jugador, procedent de l'AC Milan, per uns 3,5 milions d'euros. L'11 d'agost de 2015 va jugar, com a titular, al partit de la Supercopa d'Europa 2015, a Tbilissi, en què el Sevilla va perdre contra el FC Barcelona per 4 a 5.
El maig de 2016 va disputar com a titular el partit que va fer que el Sevilla guanyés la seva cinquena Lliga Europa, tercera consecutiva, a Sankt Jakob-Park, contra el Liverpool FC (3 a 1 pels sevillistes).

## Internacional
Al tenir la doble nacionalitat francesa i marroquina Rami podria haver jugat amb Marroc, que li va oferir convocar-lo per a la Copa d'Àfrica de Nacions 2008, però va declinar l'oferiment per poder jugar amb la selecció francesa i assegurant que "prefereix representar el Marroc en la selecció francesa".
El 25 de març va jugar contra Mali amb l'equip de França B. També va ser en la llista de preseleccionats per a la Copa del Món de Futbol de 2010.
L'11 d'agost de 2010 Adil Rami va debutar per fi amb França en un partit amistós contra Noruega.

## Palmarès
Lille OSC
- 1 Ligue 1: 2010-11.
- 1 Copa francesa: 2010-11.

Sevilla FC
- 1 Lliga Europa de la UEFA: 2015-16.

Selecció Francesa
- 1 Copa del Món: 2018.